# 胡瓜魚目
胡瓜魚目（学名：Osmeriformes）是輻鰭魚綱的一個目。

## 分类
本目属于正真骨鱼群的巨口鱼亚群，巨口鱼目是本目的姐妹群。
本目下分4科：
- 後鰭魚亞目 Retropinnoidei
  - 後鰭魚科 Retropinnidae
- 胡瓜魚亞目 Osmeroidei
  - 胡瓜魚科 Osmeridae
  - 香魚科 Plecoglossidae
  - 銀魚科 Salangidae

过去有一些曾被归类在这里的科已被分类到新的、独立的目水珍魚目（英語：Argentiniformes）。